# عبد الهادي بلخياط
عبد الهادي بلخياط (مواليد سنة 1940) مغني مغربي، وأحد أعمدة الأغنية المغربية، حيث يعتبر إلى جانب عبد الوهاب الدكالي ومحمد الحياني من أهرامها، اذ تمكنوا من التربع على عرش الأغنية المغربية لمدة تقارب 50 سنة. اعتزل الفن وانضم لجماعة الدعوة والتبليغ عن طريق سعيد الزياني.

## حياته المبكرة
ولد عبد الهادي الزوكاري الإدريسي عام 1940 بالعاصمة العلمية فاس واقترن مولده بمجاعة عارمة شملت كل أرجاء المغرب، حتى عرف عام مولده بـ«عام البون». غادر باكرا مسقط رأسه ليتجه إلى الدار البيضاء، هجرة كان سببها الرئيسي تأثر المغرب كما باقي دول العالم بظروف الحرب العالمية الثانية، واجه ظروفًا قاهرة اضطرته إلى الانتقال للدار البيضاء، ليعود من جديد إليها عام 1958، لكن ظروفا أخرى تدفعه للانتقال إلى الرباط هذه المرة، حيث عمل سائقًا في وزارة الشباب والرياضة، إلا أنه أحب الموسيقى، فأراد الاحتراف في هذا الميدان.

## مسيرته الفنية
في محاولة منه لولوج عالم الغناء والموسيقى اتجه إلى دار الإذاعة بالدار البيضاء وكانت أولى محاولاته ناجحة وتتابعت تسجيلاته بداية من الستينات. وأشار إلى أنه ظهر في مرحلة عرفت ازدهارا فنيا لا مثيل له، خصوصا مع بروز أسماء لافتة في مجال كتابة الكلمات واللحن ونظم القصيد، أمثال الموسيقار أحمد البيضاوي، عبد النبي الجراري، عبد القادر الراشدي، عبد السلام عامر. وهكذا عرفت مراحل الخمسينات وبداية الستينات إنتاجا واسعا من القصائد الرائعة باللغة الفصحى، وأخرى بالعامية المغربية ما زالت تردد حتى الآن بكثير من العشق والشجن وخاصة بكثير من الأسى على زمن الفن الأصيل وأوضح أنه أدى تجربة صوتية، لاقت استحسان الجميع، أسند إليه الفنان عبد النبي الجراري أداء «نشيد العرش» عام 1962 احتفاء بأول سنة يعتلي فيها الحسن الثاني عرش المغرب، لتكون بعد ذلك الانطلاقة الفنية التي استمرت على مدى نصف قرن ، وتميز بلخياط بقصائده من النوع المعاصر، أمثال: رموش، الهاتف، الميعاد، القمر الأحمر، الشاطئ، والأمس القريب، التي هي من ألحان عبد الهادي بلخياط، وقصائد أخرى.
كما خاض ثلاث تجارب سينمائية، أولاهما عام 1973 بعنوان «سكوت.. اتجاه ممنوع» والثانية «دنيا غرامي» بلبنان، والثالثة عام 1979 بعنوان «أين تخبئون الشمس» مع مجموعة من الممثلين المصريين.

## اعتزاله
اعتزل الغناء سنة 2012 وانضم لجماعة الدعوة والتبليغ عن طريق سعيد الزياني. لكنه قرر العودة للغناء الديني وقد أحيى حفلاً ضمن فعاليات مهرجان موازين في 4 يونيو 2015 وقدم خلال هذا الحفل الذي شهد حضورا جماهيريا كبيرا مجموعة من الأغاني الصوفية الدينية منها القديمة مثل «المنفرجة» (و هي قصيدة لابن النحوي) و«ياقاطعين لجبال» وأيضاً أغاني جديدة من بينها «سيد الناس» و«يامن إلى رحمته المفر» ، وقد استحسن الجمهور المغربي هذه العودة لفنان أعطى الكثير للساحة الغنائية الوطنية واحتل مكانة كبيرة في قلوب المغاربة والعرب.

## وصلات خارجية
- عبد الهادي بلخياط على موقع ميوزك برينز (الإنجليزية)
- عبد الهادي بلخياط على موقع ديسكوغز (الإنجليزية)